# Josyf Dynec
Josyf Dynec, též Josyp Dynec, ukrajinskou cyrilicí Йосиф Динець, polsky Józef Dyniec, byl rakouský politik rusínské (ukrajinské) národnosti z Haliče, během revolučního roku 1848 poslanec Říšského sněmu.

## Biografie
Roku 1849 se uvádí jako Joseph Dyniec, hospodář v Tartakivě (Tartakow).
Během revolučního roku 1848 se zapojil do veřejného dění. Ve volbách roku 1848 byl zvolen i na ústavodárný Říšský sněm. Zastupoval volební obvod Sokal. Tehdy se uváděl coby hospodář. Náležel ke sněmovní pravici. Patřil mezi ukrajinské rolnické poslance.